# Ryota Nakamura
Ryota Nakamura (中村 亮太 Nakamura Ryota?), född 28 januari 1991 i Aichi prefektur, är en japansk fotbollsspelare.
Nakamura började sin karriär 2013 i Matsumoto Yamaga FC. Efter Matsumoto Yamaga FC spelade han för FC Osaka, Azul Claro Numazu och Blaublitz Akita.